# Xestia uclesina
Xestia uclesina är en fjärilsart som beskrevs av Fernández 1918. Xestia uclesina ingår i släktet Xestia och familjen nattflyn. Inga underarter finns listade i Catalogue of Life.